# Championnats d'Europe de patinage de vitesse sur piste courte 2021
Navigation
Édition précédente Édition suivante
Les Championnats d'Europe de patinage de vitesse sur piste courte 2021 se déroulent à Gdańsk en Pologne entre le 22 et le 24 janvier 2021. L'événement est organisé par l'Union internationale de patinage.
Il y a dix épreuves au total : cinq pour les hommes et cinq pour les femmes. Les différentes distances sont le 500 mètres, le 1 000 mètres, le 1 500 mètres et le relais de 3 000 mètres (5 000 mètres pour les hommes) et un titre décerné au meilleur patineur sur l'ensemble des épreuves.
En raison de la pandémie de Covid-19, la Grande-Bretagne décide de ne pas envoyer sa délégation à ces championnats d'Europe. La septuple championne d'Europe italienne Arianna Fontana ne fait pas non plus le déplacement.

## Palmarès

### Résultats
| Épreuves        | Or                                                                                  | Or             | Argent                                                                                      | Argent         | Bronze                                                                                  | Bronze         |
| --------------- | ----------------------------------------------------------------------------------- | -------------- | ------------------------------------------------------------------------------------------- | -------------- | --------------------------------------------------------------------------------------- | -------------- |
| Hommes          |                                                                                     |                |                                                                                             |                |                                                                                         |                |
| 500 m           | Konstantin Ivliev Russie                                                            | 40 s 779       | Pietro Sighel Italie                                                                        | 40 s 896       | Itzhak de Laat Pays-Bas                                                                 | 41 s 056       |
| 1 000 m         | Semion Elistratov Russie                                                            | 1 min 24 s 885 | John-Henry Krueger Hongrie                                                                  | 1 min 25 s 232 | Itzhak de Laat Pays-Bas                                                                 | 1 min 25 s 280 |
| 1 500 m         | Semion Elistratov Russie                                                            | 2 min 18 s 384 | Denis Aïrapetian Russie                                                                     | 2 min 18 s 521 | Sjinkie Knegt Pays-Bas                                                                  | 2 min 18 s 561 |
| 5 000 m relais  | Pays-Bas Itzhak de Laat Dylan Hoogerwerf Sjinkie Knegt Jens van 't Wout Friso Emons | 6 min 56 s 420 | Italie Andrea Cassinelli Yuri Confortola Pietro Sighel Luca Spechenhauser                   | 6 min 56 s 544 | Russie Semion Elistratov Daniil Eybog Konstantin Ivliev Pavel Sitnikov Denis Aïrapetian | 6 min 56 s 653 |
| Toutes épreuves | Semion Elistratov Russie                                                            | 71 pts         | Pietro Sighel Italie                                                                        | 55 pts         | Itzhak de Laat Pays-Bas                                                                 | 55 pts         |
| Femmes          |                                                                                     |                |                                                                                             |                |                                                                                         |                |
| 500 m           | Suzanne Schulting Pays-Bas                                                          | 43 s 317       | Natalia Maliszewska Pologne                                                                 | 43 s 441       | Xandra Velzeboer Pays-Bas                                                               | 43 s 474       |
| 1 000 m         | Suzanne Schulting Pays-Bas                                                          | 1 min 26 s 854 | Selma Poutsma Pays-Bas                                                                      | 1 min 28 s 873 | Anna Seidel Allemagne                                                                   | 1 min 29 s 357 |
| 1 500 m         | Suzanne Schulting Pays-Bas                                                          | 2 min 24 s 446 | Anna Seidel Allemagne                                                                       | 2 min 24 s 777 | Sofia Prosvirnova Russie                                                                | 2 min 25 s 468 |
| 3 000 m relais  | France Gwendoline Daudet Tifany Huot-Marchand Aurélie Lévêque Aurélie Monvoisin     | 4 min 17 s 135 | Pays-Bas Rianne de Vries Selma Poutsma Suzanne Schulting Xandra Velzeboer Georgie Dalrymple | 4 min 23 s 161 | Italie Gloria Ioriatti Cynthia Mascitto Arianna Sighel Martina Valcepina Elena Viviani  | 4 min 28 s 234 |
| Toutes épreuves | Suzanne Schulting Pays-Bas                                                          | 102 pts        | Anna Seidel Allemagne                                                                       | 55 pts         | Sofia Prosvirnova Russie                                                                | 53 pts         |

### Tableau des médailles
| Rang  | Nation    | Or | Argent | Bronze | Total |
| ----- | --------- | -- | ------ | ------ | ----- |
| 1     | Pays-Bas  | 5  | 2      | 5      | 12    |
| 2     | Russie    | 4  | 1      | 3      | 8     |
| 3     | France    | 1  | 0      | 0      | 1     |
| 4     | Italie    | 0  | 3      | 1      | 4     |
| 5     | Allemagne | 0  | 2      | 1      | 3     |
| 6     | Hongrie   | 0  | 1      | 0      | 1     |
| 6     | Pologne   | 0  | 1      | 0      | 1     |
| Total | Total     | 10 | 10     | 10     | 30    |